# Paramacrotoma kolbei
Paramacrotoma kolbei là một loài bọ cánh cứng trong họ Cerambycidae.